# Памятник Александру II (Киев)
Памятник Александру II (укр. Пам'ятник Олександру II) — памятник российскому императору Александру ІІ работы скульптора Этторе Ксименеса и архитектора Ипполита Николаева. Находился в Киеве на Царской площади у входа в Купеческий сад. Установлен в связи с 50-летием отмены крепостного права и являлся крупнейшим памятником Александру II в Российской империи.
Открытие монумента состоялось в ходе посещения Киева императором Николаем II 30 августа (12 сентября) 1911 года. После установления на Украине советской власти памятник Александру II в ноябре 1920 года был демонтирован. Бронзовый пьедестал до середины 30-х годов использовался как декоративный парадный вход в сад. С конца 1930-х годов примерно на месте памятника Александру II устанавливались статуи Иосифа Сталина (до развенчания «культа личности» в 1956 году).

## Описание
Памятник Александру II был расположен в центральной части Киева, на Царской площади. Географические координаты: 50°27′10.6′′ северной широты и 30°31′41.03′′ восточной долготы. Располагаясь с севера, лицевой стороной был обращён внутрь площади, к жилым домам (современному Украинскому дому). С тыльной стороны примыкал вход в Купеческий сад, справа в непосредственной близости находилось Купеческое собрание (ныне Национальная филармония Украины). Возле постамента пролегали трамвайные пути и проходила Александровская улица.
Памятник состоял из трёх пьедесталов. На центральном возвышалась бронзовая статуя императора. Он был изображён во весь рост в мундире и накинутой на плечи мантии, в правой руке держал лист Манифеста об отмене крепостного права, опираясь другой рукой наподобие трона. Вокруг памятника на нижнем пьедестале барельеф с изображением крестьян — представителей народов империи в национальных костюмах, среди которых выделялась фигура женщины в русском костюме, символизирующей Россию.
Центральный пьедестал был украшен гербом Российской империи — двуглавым орлом — и надписью: «Царю-освободителю благодарный Юго-Западный край. 1911 год». Перед фланговыми пьедесталами были установлены скульптурные композиции Милосердия и Правосудия. Все три пьедестала были объединены широким фронтоном с барельефами, изображающими отдельные моменты жизни и деятельности императора. Пьедестал был изготовлен из розового гранита, ступени, ведущие к нему, — из серого. На боковых выступах ступеней установили царские короны из бронзы.

Царская площадь и памятник
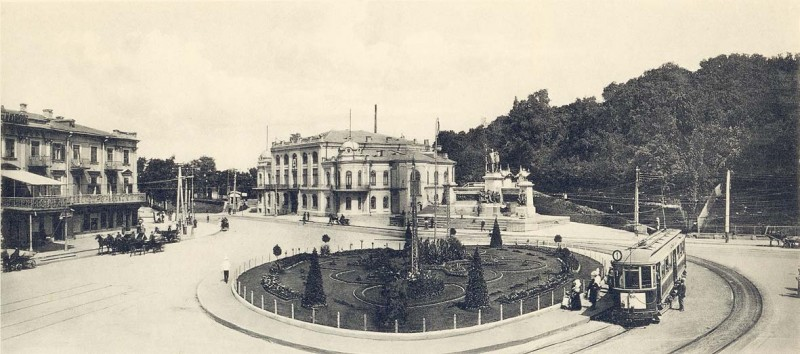
Общий вид Царской площади. 1911 год.
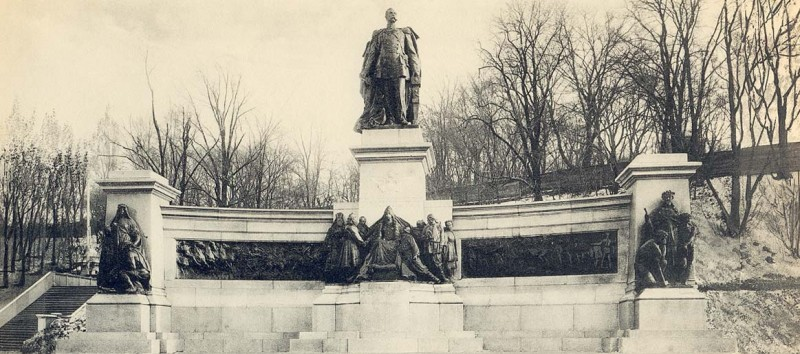
Памятник императору Александру II

## История

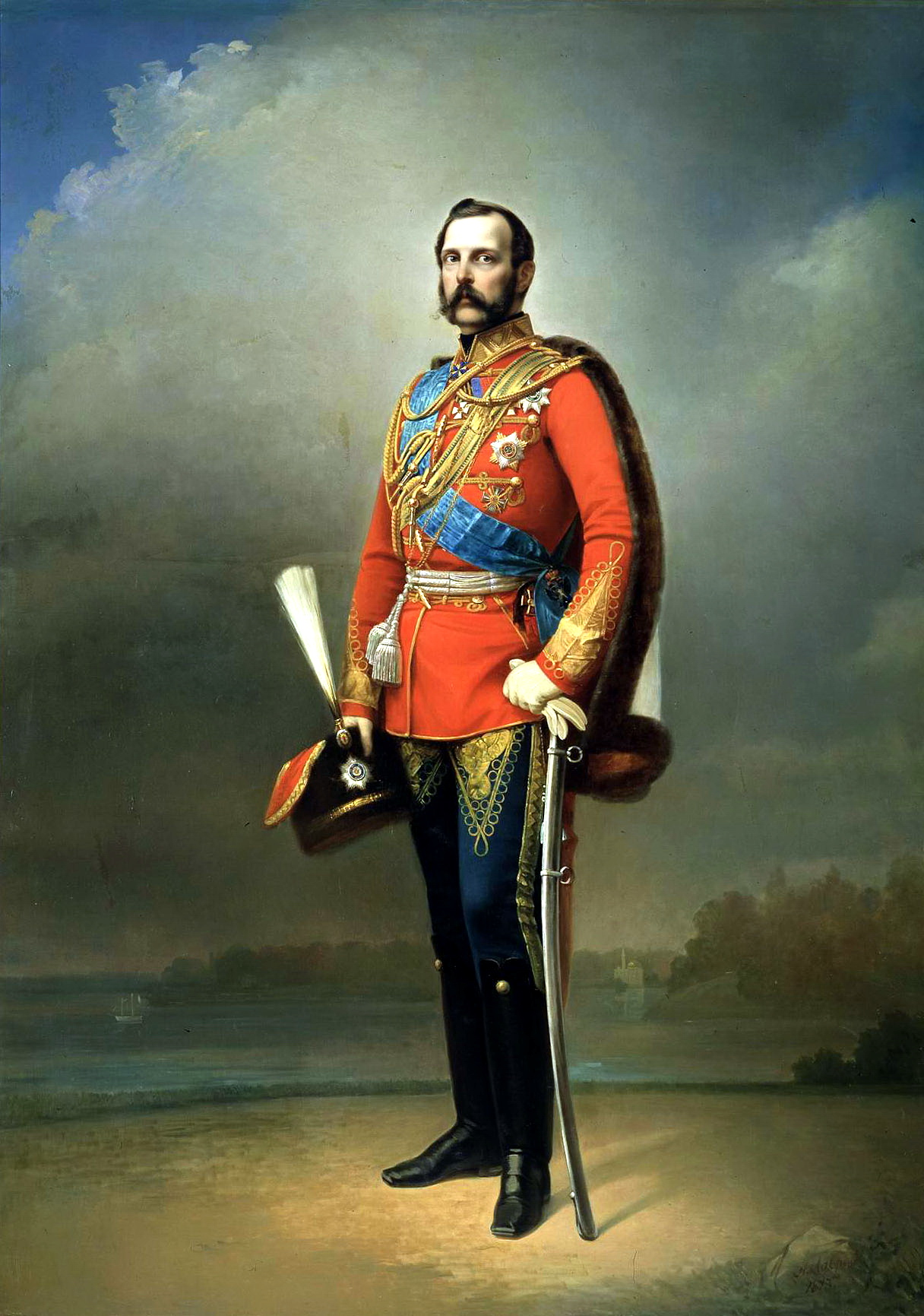
Александр II

Российский император Александр II, занявший престол в 1855 году после смерти отца, Николая I, за период своего правления совершил ряд неотложных реформ: армейскую, земскую, судебную, образовательную. В 1861 году Александр II, в ходе земельной реформы, своим манифестом отменил крепостное право, за что в народе был прозван «освободителем».
К 50-летию земельной реформы, которое должно было отмечаться в 1911 году, киевские власти решили установить императору-освободителю Александру II памятник и соорудить на городские средства народный дом его имени. В 1903 году ходатайство о разрешении на постройку было направлено в высшую администрацию страны.
Заслуги Александра II перед Киевом, который император называл «Иерусалимом земли русской», нельзя считать масштабными, однако царь действительно содействовал развитию города как образовательного и культурного центра. В частности, он выделял значительные средства для финансирования целого ряда образовательных и научных учреждений Киева, среди которых Университет Святого Владимира, публичная библиотека.
Министерство внутренних дел сначала тормозило дальнейшее рассмотрение упомянутого ходатайства, требуя от киевской городской думы представить смету на памятник. Оно опасалось повторения истории с памятником Екатерине II в Вильне или православными соборами в Варшаве и Батуми, когда из казны пришлось тратить значительные суммы, чтобы завершить их строительство. Кроме того, Министерство не соглашалось с вариантом конной статуи императора, которая не отвечала духу его правления. Переписка между инстанциями продолжалась более года, после чего в адрес городской думы был направлен окончательный ответ, где разрешалось создание специального фонда для сооружения памятника. Предусматривалось, что фонд будет пополняться за счёт отчислений от ежегодных городских доходов, и в то же время не рекомендовалось собирать частные пожертвования, учитывая начатые военные действия Русско-японской войны.

## Объявление конкурса
Ответ Министерства городская дума расценила как разрешение и немедленно, в июне 1904 года, выбрала специальный комитет из семи человек под председательством городского головы И. Дьякова. На первом своём заседании, 19 февраля 1905 года, комитет предложил установить памятник на Царской площади. Однако на последующем заседании городской думы были предложены альтернативные варианты — Сенная площадь, Театральный сквер, верхняя площадь Владимирской горки и другие места. 13 мая депутаты думы приняли решение отдать для монумента Александру II сквер на Михайловской площади, напротив Реального училища, не учитывая того, что на соседней Софиевской площади уже был монумент Богдану Хмельницкому. Но уже осенью 1905 года городская дума отменила своё решение и всё-таки постановила возвести памятник на Царской площади.
Одновременно депутаты проголосовали за обращение к столичной Академии художеств, с просьбой объявить конкурс на лучший проект памятника. Победителей ждали пять денежных премий размером в 1000, 500, 250, 150 и 100 рублей. Согласно условиям конкурса, стоимость строительства самого памятника не должна была превышать 150 тысяч рублей.
В 1907 году в адрес комитета от императора пришло разрешение на установку памятника, но с условием, что собирать пожертвования разрешалось только в пределах Юго-Западного края и близлежащих губерний, а также территорий бассейна Днепра. В начале 1908 года на совещании, под председательством начальника края, было принято обращение к губернаторам, епархиальным архиереям, судебным и другим ведомствам с призывом всячески содействовать сбору таких пожертвований.

### Проект Опекушина
В целях экономии средств было решено отказаться от конкурса, вместо этого пригласив талантливого художника-скульптора Александра Опекушина для составления проекта памятника. Художник предложил взять за образец своей работы памятник Александру II, который стоял в московском Кремле. В Киеве фигура императора должна была быть выполнена в полный рост и в мантии, обращена лицом в сторону памятника князю Владимиру. Городская управа обратилась к командующему Киевского военного округа с просьбой выделить для неё из запасов местного арсенала 300—400 пудов бронзы и добилась перевозки частей памятника по государственной железной дороге на льготных условиях.
Академик Опекушин успел изготовить модель монумента и рекомендовал киевской городской управе уменьшить его размеры в натуре с 7 до 6 аршин, уверяя, что это не отразится на монументальном виде памятника, а стоимость его уменьшится с 60 до 46 тысяч рублей. Отлить памятник по этой модели предложила фирма А. Морана.

### Международный конкурс
Стремление киевской власти иметь в городе памятник императору, который бы не был похож на другие, уже установленные в Москве, Одессе, Саратове, заставило городских чиновников отказаться от проекта Александра Опекушина. 7 декабря 1909 года Киевская городская дума собственным постановлением объявила на этот раз международный конкурс на строительство в Киеве памятника императору Александру II. Согласно условиям нового конкурса, фигура Александра II должна была стоять или сидеть (считалось, что законы так обдумываются более тщательно). Размер первых трёх премий авторам проектов оставался прежним. Стоимость памятника не должна была превышать 75 тысяч рублей.
Уже в первой половине 1910 года в Комитет начали поступать проекты из Петербурга, Москвы и других крупных городов Российской империи, а также из Италии и Франции. 2 мая 1910 года жюри под председательством академика Е. Котарбинского единодушно признало победителем конкурса римского скульптора Этторе Ксименеса и вручило ему первую премию — 3 тысячи рублей. Это решение одобрили киевская городская дума, техническо-строительный комитет Министерства внутренних дел и Академия художеств в Санкт-Петербурге.

## Сооружение памятника

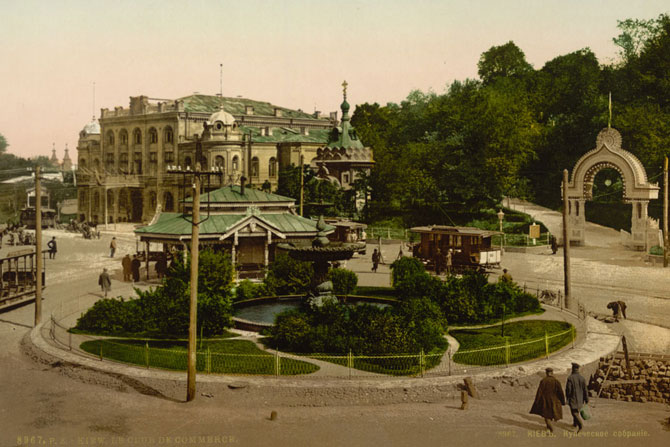
Вид Европейской площади до реконструкции

Тем временем состоялись торги на устройство фундамента памятника и его боковых частей, а также гранитных лестниц в саду Купеческого собрания стоимостью 6 тысяч рублей. Из трёх участников этих торгов победил киевский местный подрядчик Ф. Алёшин, заявив сумму 11 700 рублей.
Работы по сооружению фундамента велись интенсивно — днём и ночью. Руководил ими киевский городской архитектор Ипполит Николаев, за что получил вознаграждение в 3 тысячи рублей, а его жена — ценный подарок стоимостью 400 рублей. На заключительном этапе из Рима приехал вместе со скульптором Элио Саля профессор Этторе Ксименес.
Постамент из розового итальянского мрамора строили уже итальянские мастера непосредственно под руководством Ксименеса. В то же время была произведена реконструкция Царской площади. Часовня, построенная в честь спасения жизни императора Александра II от каракозовского покушения в 1866 году, была разобрана, фонтан «Иван» перенесли на Петровскую аллею, а небольшой сквер вовсе ликвидировали. Электрические кабели были проложены под землёй, правление городской железной дороги (трамвая) уменьшило количество трамвайных проводов, а те, что остались, перевесили на столбы привлекательной конструкции.
В конце июня 1911 года на очередном заседании Комитета по сооружению памятника оказалось, что для завершения всех строительных работ не хватает 50 тысяч рублей. Присутствовавший на заседании Александр Терещенко немедленно пожертвовал 25 тысяч рублей на монумент и дополнительно 6 тысяч рублей — на фонарное освещение. Остальные деньги собрали среди киевских купцов и сахарозаводчиков. Свои средства пожертвовали известные в дореволюционном Киеве люди — Варвара Терещенко, Лазарь Бродский, Моисей Гальперин, Маркус Зайцев, Давид Марголин, граф Бобринский, семьи Уваровых и Муравьёвых-Апостолов и другие. Также предоставили средства городские организации и учреждения — купеческое общество, биржевой комитет, российское торговое общество.
Не осталось в стороне и военное ведомство. Оно выделило из киевского артиллерийского склада бесплатно 400 пудов бронзы. Однако Этторе Ксименес, согласно контракту, отлил фигуру императора из собственной бронзы. А подаренную бронзу Комитет продал по 12 рублей за пуд и полученные деньги приобщил к общей сумме, которой он распоряжался.

## Открытие
На август 1911 года было назначено посещение Киева императором Николаем II с семьёй и приближёнными. К встрече делегации готовились тщательно, была составлена специальная программа пребывания в Киеве: торжественные молебны, посещения театров, смотры войск, прогулка по Днепру до Чернигова и множество других мероприятий. Основным же пунктом программы и главной целью приезда царя в Киев было открытие памятника Александру II на Царской площади.

КИЕВ, 25 августа. Закончено сооружение памятника Александру II. Сооружаются триумфальные арки. На улицах развеваются флаги, фасады богато декорирован. Правительственные и частные учреждения заготовили массу ценных венков. Прибывают войска для участия в маневрах. Идут смотры потешным. Обязательным постановлением урегулированы продукты первой необходимости.
— Московские ведомости. 26 августа 1911 года
Николай II приехал открывать памятник деду в конце августа 1911 года. Сама церемония состоялась 30 августа (12 сентября), в день памяти святого князя Александра Невского, в честь которого и был назван Александром будущий император. Открывали памятник в присутствии собственно императора, премьер-министра Петра Столыпина, обер-прокурора Святейшего Синода Владимира Саблера, шефа жандармов Курлова, министра просвещения Кассо, сына и наследника болгарского царя Фердинанда, мелких чиновников, представителей австро-шведского и швейцарского консульств. Горожанам во время торжеств раздавали открытки с фоторепродукцией памятника и его частей.
Празднование по случаю открытия в Киеве памятника было омрачено убийством премьер-министра Петра Столыпина, которого 1 (14) сентября 1911 застрелил в оперном театре террорист эсер Дмитрий Богров.

Открытие памятника
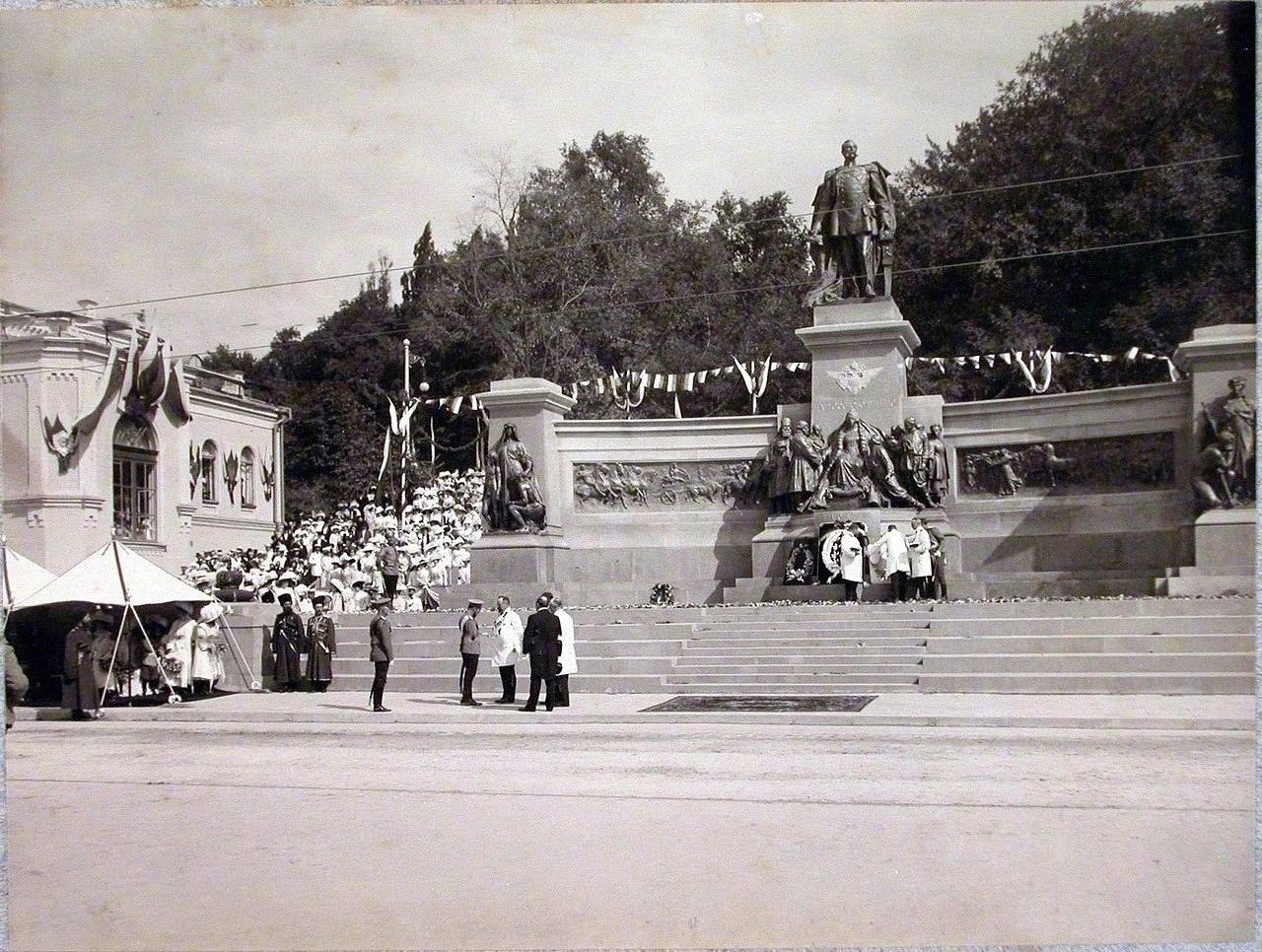
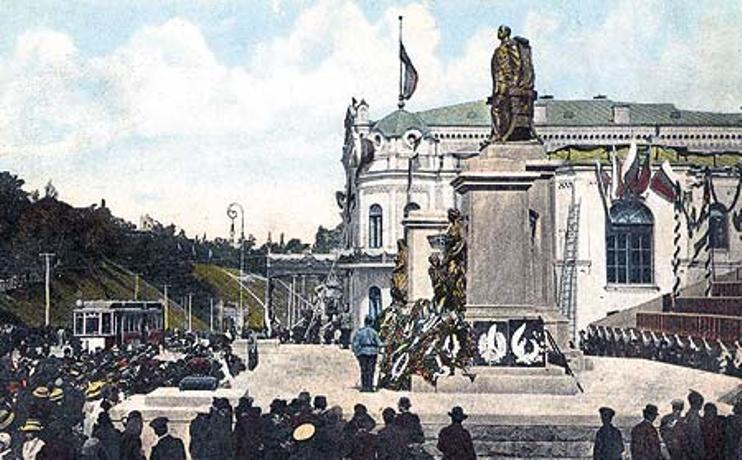
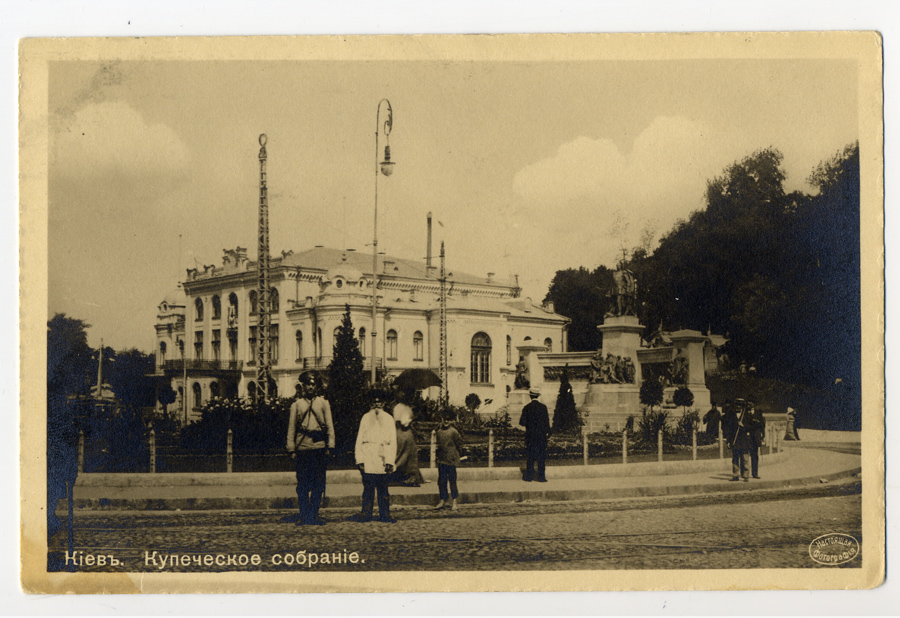

## Дальнейшая судьба монумента
Работы по благоустройству монумента продолжались и после его открытия. В частности, в июле 1914 года были установлены нарядные бронзовые решётки, украшенные медальонами с государственными гербами. Их изготовили рабочие петербургского акционерного общества «Карл Винклер». Тогда же под наблюдением городского садовника Новицкого вокруг памятника устроили партерный газон. Освещали памятник 4 фонаря, которые установили на временных столбах работники электрического общества.

### Акты вандализма
За свою недолгую историю памятник Александру II в Киеве дважды становился объектом вандализма. В частности, уже через год после открытия, 20 сентября 1912 года, постамент памятника был облит чёрной краской. Как потом выяснила жандармерия, злоумышленником оказался студент Университета Святого Владимира. А в июле 1917 года неизвестные похитили серебряные венки, украшавшие памятник, однако уже вскоре были задержаны, и венки вернули на место.

### Демонтаж
История монумента закончилась спустя 9 лет после открытия. Уже в апреле 1919 года городская газета «Большевик» поставила вопрос о ликвидации памятника Александру II до дня 1 мая, но сделать это к празднику не удалось, и монумент был лишь задрапирован. Фигуру царя убрали с пьедестала лишь в ноябре 1920 года. Также были ликвидированы и все металлические части, которые были отправлены на переплавку на завод «Арсенал».
Сохранённый постамент памятника долгое время использовался большевиками в качестве инструмента пропаганды. В частности, на месте царя установили изготовленную из фанеры восьмиметровую фигуру красноармейца в будёновке, шинели и с винтовкой в руках. Это произведение называлось памятником «Красноармейцу — защитнику народных масс». Позже фанеру убрали и планировали построить на этом месте монумент Октябрьской Революции, но этого так и не произошло.
В 1932 году городские власти постановили разобрать постамент, который до этого был оформлен как декорация входа Пролетарского сада. С конца 1930-х годов здесь был устроен каскад фонтанов и установлена парковая статуя Иосифа Сталина. После освобождения Киева от немецко-фашистских войск временные статуи Иосифа Сталина не раз возобновляли на этом месте; саму площадь переименовали в честь Сталина (в декабре 1944 года, в канун 65-летия со дня рождения вождя). Но это продолжалось лишь до решений XX съезда КПСС в 1956 году. С того времени памятников здесь больше никогда не было. Ныне там, где стоял памятник Александру II, находится вход в Крещатый парк, имеются пешеходный тротуар, небольшое количество зелёных насаждений, вход в подземный переход, рекламные вывески.

Последующие монументы
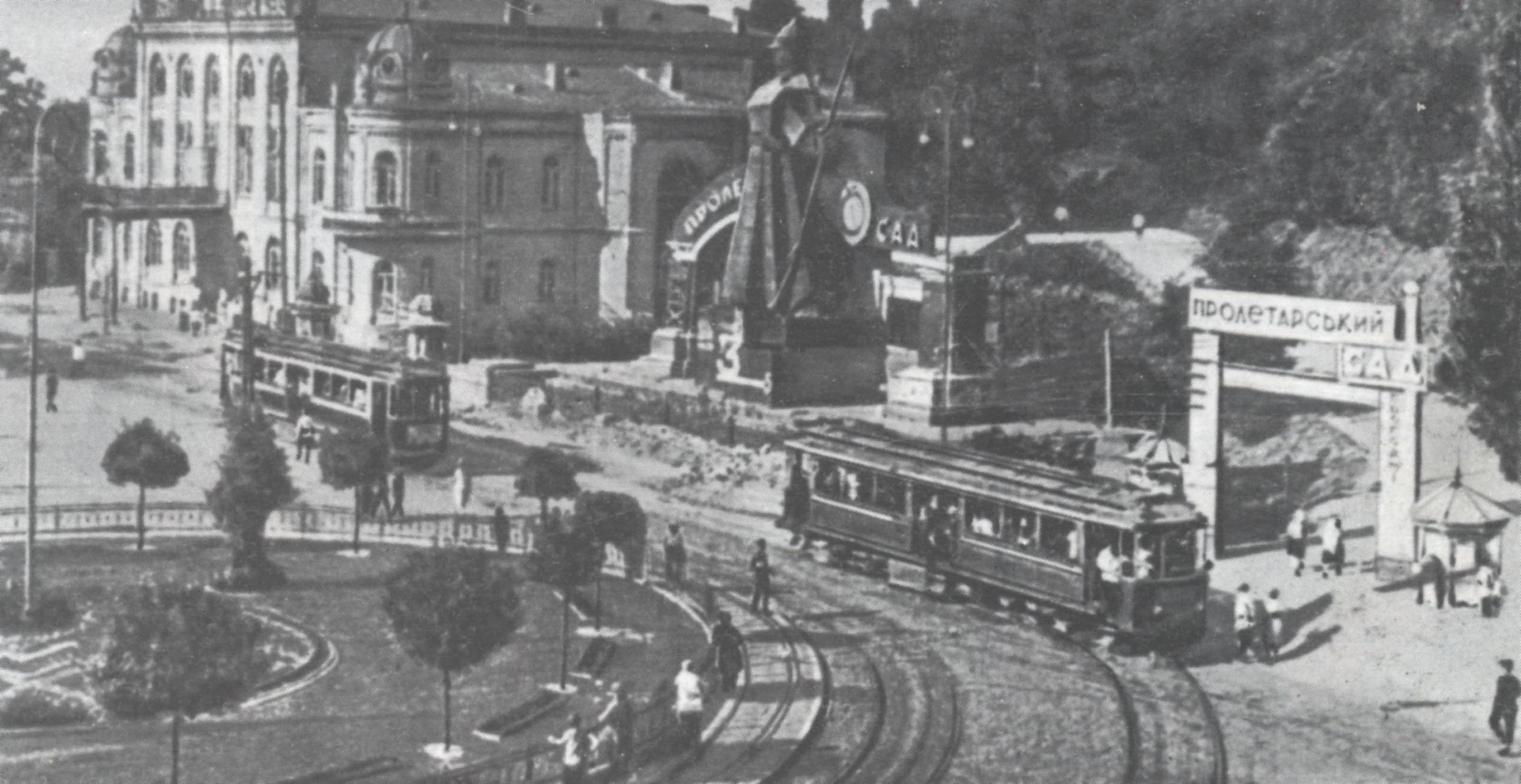
Памятник «Красноармейцу — защитнику народных масс» на площади III Интернационала
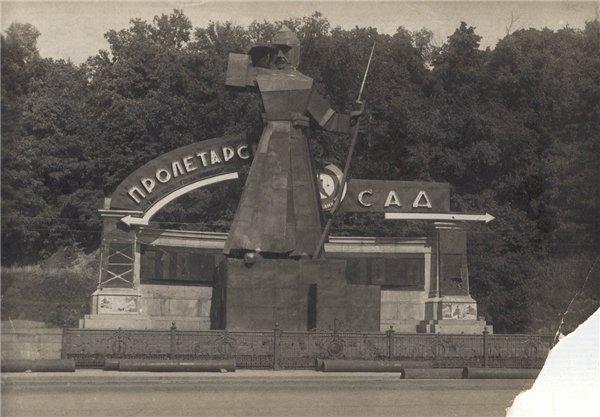
Памятник «Красноармейцу — защитнику народных масс» с оформленным постаментом у входа в Пролетарский сад
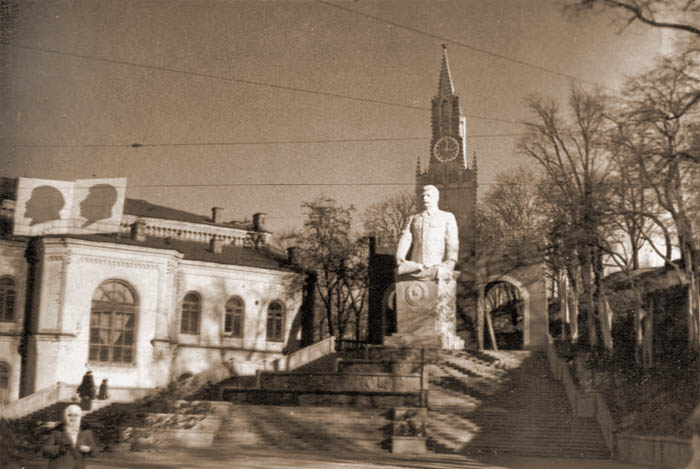
Статуя Сталина в праздничном оформлении площади